# Niels Tune Hansen
Niels Tune-Hansen (* 19. Januar 1953 in Holbæk, Dänemark) ist ein ehemaliger dänischer Fußballspieler, der u. a. sechs Jahre in Deutschland spielte.

## Karriere
Seine Karriere begann Tune-Hansen für den in seinem Geburtsort ansässigen Holbæk B&I, für den er zwischen 1972 und 1976 in 64 Spiele sechs Tore schoss. 1973 wurde er Meister in der 2. Division Øst, der dritthöchsten Spielklasse im dänischen Fußball. Nach dem Aufstieg wurde am Ende der Spielzeit 1975 – punktgleich auf Platz 2 hinter Køge BK, der um acht Tore besser in der Differenz abschloss – nur denkbar knapp die Zweitligameisterschaft verpasst.
Zur Zweitligasaison 1976/77 wechselte er zum FC St. Pauli. Sein Debüt gab er am 14. August 1975 bei der 0:1-Niederlage gegen den Wuppertaler SV, sein erstes Tor gelang ihm in der Partie darauf beim 1:1-Unentschieden gegen den 1. SC Göttingen 05, als er die 1:0-Führung schoss. Tune Hansen wurde direkt Stammspieler, spielte alle 38 Partien und schoss acht Tore, was eine beachtliche Quote ist für einen defensiven Mittelfeldspieler. Am Ende der Saison gelang der Aufstieg in die Bundesliga.
Seine erste Bundesliga-Partie absolvierte Tune-Hansen am 1. Spieltag beim 3:1-Sieg gegen den SV Werder Bremen. Am Ende stieg man in der Saison 1977/78 direkt wieder ab. In dieser Spielzeit schoss Niels Tune-Hansen in 33 Erstliga-Partien ein Tor gegen den FC Bayern München, allerdings unterlief ihm auch ein Eigentor bei der 0:4-Pleite gegen den 1. FC Saarbrücken.
Nach einer weiteren Saison 1978/79 im Trikot der Kiezkicker verließ Tune-Hansen den Verein, nachdem dieser keine Lizenz erhielt und deshalb in die Oberliga Nord zurückversetzt wurde. Er wechselte zur Saison 1979/80 zum VfL Osnabrück. Sein Debüt bestritt er am 1. Spieltag gegen den SV Arminia Hannover (0:2). Auch hier wurde er Stammspieler; verließ den Verein nach drei Zweitliga-Jahren und den Platzierungen 8, 6 und 13, und insgesamt sechs Jahren Deutschland mit 220 Partien und 27 Toren Richtung Holbæk B&I.
Nach drei weiteren Jahren in Holbæk beendete Niels Tune-Hansen seine Spielerkarriere am Ende der Spielzeit 1985.

## Erfolge
Holbæk B&I
- Dänischer Drittligameister 1973
- Dänischer Zweitligavizemeister 1975
- Finalist Dänischer Pokal 1975

FC St. Pauli
- Meister 2. Bundesliga Nord 1977 und Aufstieg in die Bundesliga